# Do mroku naglisz mnie
Do mroku naglisz mnie – szósty album grupy Bez Jacka, wydany w 2003 roku. Na płycie pojawiają się piosenki z tekstami głównie Bolesława Leśmiana i Zbigniewa Stefańskiego, lidera zespołu.

## Lista utworów
1. Na przydrożnym kamieniu (3:16)
sł. Z. Stefański, M. Ziętek, muz. M. Ziętek
2. W malinowym chruśniaku (4:30)
sł. B. Leśmian, muz. Z. Stefański, J. Chrząstek
3. Erotyk (4:25)
sł K. K. Baczyński, muz. Z. Stefański, M. Ziętek
4. Tej która do mnie (3:08)
sł. i muz. Jan Stefański
5. Wiedza (2:02)
sł. B. Leśmian, muz. Z. Stefański, J. Chrząstek
6. Człowieczek (2:45)
sł. i muz. Z. Stefański
7. Zielona nadzieja (2:34)
sł. i muz. Z. Stefański
8. Pociąg (2:53)
sł. M. Wojtasik, muz. Z. Stefański
9. Śnisz mi się obco (3:28)
sł. B. Leśmian, muz. Z. Stefański, J. Chrząstek
10. Pastorałka (4:10)
sł. i muz. Z. Stefański
11. Brzózka (3:41)
sł. i muz. tradycyjne
12. Co jest wielkie (2:40)
sł. i muz. Z. Stefański
13. Bałwanek (2:57)
sł. B. Leśmian, muz. Z. Stefański, J. Chrząstek
14. W słońcu (2:41)
sł. B. Leśmian, muz. Z. Stefański, J. Chrząstek
15. Mimochodem (3:23)
sł. B. Leśmian, muz. Z. Stefański, J. Chrząstek
16. Cichutko pomaleńku (3:59)
sł. i muz. Z. Stefański
17. Atlantyda (3:35)
sł. M. Wojtasik, muz. Z. Stefański

## Wykonawcy
- Zbigniew Stefański - gitara, śpiew
- Jarosław Horacy Chrząstek - flet, chórki
- Aleksander Grotowski - gitara basowa, gitara
- Wojciech Stępnik - dobarwienia na keyboardzie